# Emmanuel de Lévis-Mirepoix
Emmanuel Joseph de Lévis-Mirepoix, prince de Robech, né le 23 août 1909 à Paris et mort le 28 mai 1951 à Évreux, est un homme de lettres et historien français.

## Biographie

### Jeunesse et études
Il est le fils et seul enfant du comte Guy de Lévis-Mirepoix (Paris, 11 mars 1879 - Brestot, 12 mars 1940), officier d'artillerie, ingénieur des arts et manufactures, conseiller du commerce extérieur, administrateur de sociétés, et de son épouse, Marie de Cossé-Brissac (Brestot, 8 juillet 1884 - Paris, 17 décembre 1951), princesse de Robech, héritière du château de Brumare. Par son père, il est l'héritier du château de Malesherbes. 
Il est diplômé de l'École libre des sciences politiques.
Il épouse en 1935 Marie-Louise de Nicolay (14 janvier 1904 -  30 septembre 1997). Elle lui succède au conseil général de l'Eure, où elle est la première femme à siéger, jusqu'en 1961.

### Parcours professionnel
Maire de Brestot, il est élu en 1949 conseiller général du canton de Montfort-sur-Risle jusqu'à sa mort.
Il publie plusieurs ouvrages.

## Publications
- Le Ministère des affaires étrangères. Organisation de l'administration centrale et des services extérieurs (1793-1933) (1934), Angers, Société des éditions de l'Ouest ;
- Le Canada d'aujourd'hui (1945), firmin-didot, 43 p. ;
- Un collaborateur de Metternich : Mémoires et papiers de Lebzeltern - Prix Albéric-Rocheron en 1950, 1949, Paris, Plon, 503 p. ;
- Correspondance de la Marquise de Montcalm, née Richelieu, sœur du Libérateur du Territoire, 1949, Paris, Editions du Grand-Siècle, 293 p..

## Distinctions
- Chevalier de la Légion d'honneur